# 雪城大學
雪城大學，簡稱「SU」或「Cuse」，是一所座位於美國紐約州雪城的私立研究型大學。該大學的起源可以追溯到杰納西循道宗神學院 (Genesee Wesleyan Seminary)，它由紐約的循道宗於1831年創立於紐約州利馬市 (Lima) 。 後來經過幾年遷校雪城的爭論，該大學於 1870 年正式在紐約州雪城成立為獨立的學院。 自 1920 年以來，雪城大學已將自己認定為無宗教派別學校。
雪城大學被卡內基高等教育分類指標列為最高的第一級研究型大學外，亦被美國政府列為培育出最多傅爾布萊特學者的領先學府之一，校友和教職員包括三位諾貝爾獎得主、一位菲爾茲獎得主、36 位奧運獎牌得主、13 位普立茲獎和奧斯卡獎得主、兩位羅德學者、七位馬歇爾學者、眾多美國參、眾議員和州長、美國第 46 任總統喬拜登，以及多名美國大學校長及副校長，擁美國政治家和大學校長之搖籃的美譽。
雪城大學長年來被美國的流行媒體稱為全美最美的校園之一，其校園擁有風格不拘一幟的建築組合，從古典的羅馬式和文藝復興式建築，到現代的前衛建築。雪城大學內有十三所學院，其中許多學門非常有名，例如公眾傳播、圖資科學、建築、經濟、運動科學、公共行政管理、財經、工程科學等。 
雪城大學運動隊被稱為橙軍隊，參加NCAA的20項校際運動，屬於大西洋沿岸聯盟的成員。

## 背景
於1870年成立的雪城大學，起初為一間循道宗神學院，後來改為無宗教派別的教育機構；拉丁文的校訓「Suos Cultores Scientia Coronat」，意思是「知識為追尋她的人加冕」。
雪城大學坐擁數個知名學院，紐豪斯公共傳播學院的盛名橫跨美國電訊與傳媒圈的產官學界，根據 NewsPro 的紀錄是美國大學排行評比上名列全美第一的傳播學院，以虛擬實境、公衛健康傳播、行為科學、美國憲法第一修正案、傳媒管制法規、媒體市場經濟學、公共關係等主題的嚴謹研究和專業訓練所著稱，整個紐豪斯學院釋出五名以下的位子，給來自美國本地和世界各國的競爭者們一同角逐，故在美國的傳播科學高教機構中，該學院的博士學位生錄取競爭是異常困難。
除了在學界的顯著影響力外，更大量的紐豪斯學院校友進入傳媒科技圈成為企業創辦人或管理階層，校友遍佈全國性的娛樂產業與各地方傳媒科技公司，比如皮克斯动画工作室的總裁兼製作人 Jim Morris （页面存档备份，存于），以及世界級財經權威刊物英國金融時報的總編 Roula Khalaf （页面存档备份，存于），皆畢業自該學院。紐豪斯學院的前身於1919年為雪城大學商管學院中的一個傳播科系，時至1964年，在來自該系校友，即望族 Newhouse 世家的 Donald Newhouse （页面存档备份，存于） 資助下，由原本的科系壯大成一座獨自擁有三棟院館和精密設備的學院，並以他的父親之名命名，這個富比世榜上有名的豪門家族長期來積極參與該學院的活動和盛事。
雪城大學於數門科學領域中名聞全美，政治、資訊科學、法律、經濟、商管皆擁有出眾的聲望和口碑，公共政策和政治制度分析的巨擘 Paul H. Appleby （页面存档备份，存于），正是麥斯威爾公民事務學院的創院人物之一。仕紳麥斯威爾一族的傳人 George Holmes Maxwell 即為雪城大學校友，也是當時社會上最成功的律師與商人之一，Maxwell 家族資助雪城大學於1924年創立了該學院，成為美國國內最古老且專注於培養政治菁英和外交人才的旗艦學院，美國新聞與世界報導的美國大學排名顯示該學院旗下的公共事務系所為全美之冠，而其他學門如財政、政策分析、公共管理、國際關係等均位居全美前十強。同為佼佼者的尚有雪城大學資訊學院（又稱 The iSchool），其麾下有四項學門在全美大學排行上名列前五強，例如資訊系統、圖資研究、數位管理、圖資媒體等。
雪城大學在紐約市、华盛顿哥伦比亚特区、洛杉矶三地均有校區，提供在校生和校友合作的機會，並與美國核心政商圈擁有高度緊密的連結，拜登家族中的喬·拜登（第46任美國總統）和博·拜登（德拉瓦州檢察長）、以及多名美國議員皆為雪城大學法學院校友；此外，由校友馬丁·J·惠特曼（華爾街金童暨投資企業創辦人，左右「一般公認會計原則」GAAP 修訂方向的關鍵人物）鼎力捐助擴建而來的馬丁·J·惠特曼管理學院亦與華爾街有著相當綿密的校友網絡，包含高盛集團的合夥人 Robert Menschel （页面存档备份，存于）。
紐約上州醫學院建立於1834年，原為雪城大學醫學院，其附屬醫院比鄰雪城大學校園，雪城大學在1950年代因戰後大環境經濟蕭條，將該醫學院售予紐約州政府，不過兩校保有特殊關係，紐約上州醫學院和雪城大學維持資源互通，且共同合作醫學、藥學、生物領域之研究及大型實驗。另外，雪城大學的校園亦與纽约州立大學環境與森林學院相接，兩校學生分屬不同機構，但可以於學期中互相選修課程，兩校的關係可追溯至創校期間的1870年代。

## 体育
學校官方顏色為橙色，運動代表隊被暱稱為「雪城橘軍」Syracuse Orange，所著之服裝色彩也以橘色或藍橘相間為主，學校官方吉祥物為Otto（Otto the Orange），譯為「橙軍」或「奧托」，曾與史丹佛大學之吉祥物一同被評選為大學體育聯會中最具特色的吉祥物。
雪城大學男子籃球，男子美式足球運動代表隊具有長久歷史，近年更培育出許多職業運動選手，1961年，大學足球年度最佳球員獎，海斯曼獎杯（Heisman Trophy）第一位獲獎之黑人選手厄尼·戴維斯即出自雪城大學，其於美式足球的歷史定位上猶如杰基‧羅賓遜之於棒球發展，打破美國內戰後長久以來的隱形種族歧視。至於男子籃球隊更是全國家喻戶曉。籃球隊的成功和橄欖球隊的歷史傳統，加上校友及師資在學術界和社會界的成功，使得雪城大學排名持續上升。
總教練吉姆·貝漢 (Jim_Boeheim （页面存档备份，存于）) 為近代2-3區域聯防（2-3 Zone Defense）的始祖，奪下2003年全國冠軍時，更被公認為近代籃球區域聯防的集大成者。吉姆·貝漢 (Jim_Boeheim （页面存档备份，存于）)場邊嚴厲的執教風格和激烈的肢體動作及反應常引發媒體、球迷議論。雪城男籃雖然以2-3區域聯防為标志，但也會視比賽過程而調整。例如，以1-3-1防守面對身材優勢、有高低位配合的攻擊陣勢，如肯塔基大學 ([University of Kentucky]); 3-2大區域防守面對三分球攻勢凌厲、外線為主的球隊，如維拉諾瓦大學 ([Villanova University])。另外，在關鍵時刻的陷阱式防守也是吉姆·貝漢的註冊商標。吉姆·貝漢 (Jim_Boeheim （页面存档备份，存于）)的全場壓迫同一組球員五人可有近十種變化形，角落壓迫後衛、中場包夾接球中鋒、不讓對手在時限內過中場等等不同模式。由於大學籃球近代球隊專攻聯防的隊伍不多，在瘋狂三月的大學籃球季後賽中，雪城大學的防守往往讓對手吃足苦頭。吉姆·貝漢受杜克大學總教練麥可‧羅沙舍夫斯基之邀擔任美國奧運男子代表隊的助理教練長達十五年。吉姆·貝漢與沙舍夫斯基場下為好友，但吉姆·貝漢較為奔放的執教風格和沙舍夫斯基冷靜個性完全不同。兩人一攻一守的搭配為美國奧運男子籃球帶來十幾年的黃金期。
現役美國奧運男子籃球代表、曾在美國國家籃球協會效力紐約尼克隊及休士頓火箭隊的卡梅隆·安東尼，及效力於密爾瓦基公鹿隊之2013-2014 NBA球季新人王麥可·卡特威廉斯（[Micheal Carter-Williams]）皆於大學時期為雪城大學籃球隊明星球員。其子，奇犽·安东尼(Kiyan Anthony)也克紹箕裘入學雪城大學。
2013年，雪城大學所屬的體育聯盟由大東聯盟轉會至大西洋沿岸聯盟，目前男子籃球、橄欖球、女子籃球、壘球及陸上曲棍球（Lacross）同屬NCAA第一級（Division I）的大西洋沿岸聯盟，為大學運動聯會五大聯盟之一（Power 5 Conference）。在男子籃球的隊史上，由於過去三十年隸屬大東聯盟，宿敵為康乃爾大學、 喬治城大學驚嘆隊、康涅狄格大学哈士奇队、以及聖若望大學紅色風暴（St.Johns University Red Storm）。
2015-16年賽季，男籃與女籃隊同時進入全國年度總決賽（March Madness）最終四強（Final Four）。
2009-10, 2010-11, 2012-13, 2013-14, 2016-17, 2018-19, 2020-21 賽季，雪城男籃於瘋狂三月晉級至第二週，甜蜜十六強 (Sweet Sixteen)。

## 学生生活
校園官方報紙，《每日橘報》（The Daily Orange）創立於1903年，於1971年成為獨立機構。該報於學期中星期一至星期五免費發行，於校園內各教學建築、圖書館、學生活動中心或附近商店皆可輕易取得。該報之編輯專欄常引導校園輿論，時常見到各種立場之學生投書並發表對學校政策的看法，對於雪城大學長期發展政策有深遠的影響。於該報所屬相同單位還有兩間電台：WAER-FM及WERW-AM，播音員均由學生擔任並有給薪。紐豪斯新聞及媒體學院設有一個校園電視頻道，檸檬電視網 Citrus-TV，會與美國地區及全國性頻道合作，如ESPN、FOX SPORT、ABC、NBC、Madison Square Garden Channel 等等。學校有重大活動時會進行轉播，如籃球比賽、美式足球比賽、畢業典禮、校友活動等。

## 学术
在學士、碩士、博士三個層級上，雪城大學採用截然不同的方針，於雪城大學共計近兩萬兩千名學生中，學士生佔了四分之三（一萬五千多人），該校的學士課程充滿博雅教育與職前技能養成兩者並行的風格，學士課程目標在培養學生於他們選定領域中所需的學理知識，以及該領域未來職涯所需之實務技能（如實作專題、臨床實習、程式編寫、設計與剪輯）外，博雅教育重視的社交和體育也是該校學士教育的一大重點。
碩士生佔全校學生的四分之一（近五千人），雪城大學內的絕多數碩士課程屬於專業學位，以引導學生精進就業領域所需的中高階技術為宗旨；每個學院內會特別開設一到兩門小人數班的研究型碩士課程，以培養博士和學術人才為核心。
博士生在學生總體中佔比極低，不及6%（約1300人），對照於不保障博士生資助機會的美國公立高校，雪城大學同多數具備濃厚菁英主義色彩的美國私立高校（如達特茅斯學院、聖母大學）一樣，所有博士學位生預期可獲得來自校方或院方的全額資助，但整體上博士學位生的名額稀少，是藉由控制數量來管理品質，故入選的競爭相當激烈。

### 组织
| 學術單位 (成立年份) | 學術單位 (成立年份)                                    | 學術單位 (成立年份)                                    | 學術單位 (成立年份)                                             | 學術單位 (成立年份)                    | 學術單位 (成立年份)                             | 學術單位 (成立年份)                                                         | 學術單位 (成立年份)                 | 學術單位 (成立年份)                                                          | 學術單位 (成立年份)                | 學術單位 (成立年份)                                                     | 學術單位 (成立年份)                                                                | 學術單位 (成立年份)                                                         |
| ------------------- | ------------------------------------------------------ | ------------------------------------------------------ | --------------------------------------------------------------- | -------------------------------------- | ----------------------------------------------- | --------------------------------------------------------------------------- | ----------------------------------- | ---------------------------------------------------------------------------- | ---------------------------------- | ----------------------------------------------------------------------- | ---------------------------------------------------------------------------------- | --------------------------------------------------------------------------- |
| 學士                | 人文及科學學院 The College of Arts and Sciences (1870) | 人文及科學學院 The College of Arts and Sciences (1870) | 視覺及表演藝術學院 College of Visual and Performing Arts (1873) | 建築學院 School of Architecture (1873) | 資訊學學院 School of Information Studies (1896) | 工程及計算機科學學院 The College of Engineering and Computer Science (1901) | 教育學院 School of Education (1906) | 福爾克運動與人類動力學院 The Falk College of Sport and Human Dynamics (1918) | 大學學院 University College (1918) | 馬丁·J·惠特曼管理學院 The Martin J. Whitman School of Management (1919) | 麥斯威爾公民及公共事務學院 Maxwell School of Citizenship and Public Affairs (1924) | S·I·紐豪斯公共傳播學院 S.I. Newhouse School of Public Communications (1964) |
| 碩士                | 法学院 College of Law (1895)                           | 研究院 The Graduate School (1912)                      | 視覺及表演藝術學院 College of Visual and Performing Arts (1873) | 建築學院 School of Architecture (1873) | 資訊學學院 School of Information Studies (1896) | 工程及計算機科學學院 The College of Engineering and Computer Science (1901) | 教育學院 School of Education (1906) | 福爾克運動與人類動力學院 The Falk College of Sport and Human Dynamics (1918) | 大學學院 University College (1918) | 馬丁·J·惠特曼管理學院 The Martin J. Whitman School of Management (1919) | 麥斯威爾公民及公共事務學院 Maxwell School of Citizenship and Public Affairs (1924) | S·I·紐豪斯公共傳播學院 S.I. Newhouse School of Public Communications (1964) |

## 著名校友
- 喬·拜登：第46届美國總統
- 羅運炎：中華民國哲學家、基督教領袖、社會活動家、政治人物，中國禁煙運動領袖之一
- 黃宏發：香港最後一屆立法局主席
- 艾倫·索金：知名美國編劇、奥斯卡奖获得者
- 丹尼斯·克羅利：Foursquare 创始人
- 卡梅隆·安东尼：美国NBA球員
- 陳慧嫻：香港著名女歌星
- 瑪麗·沃克：美國南北戰爭北軍隨軍外科醫師、醫學博士、社會運動家。美國第一位女性軍醫，美國國會榮譽勳章迄今惟一女性得主。
- 蔡丁貴：台灣大學土木工程系水利組教授，公投護台灣聯盟總召集人
- BoHao Wu Taco：中国大陆著名独立音乐人

紐約雪城大學以長年來培育出多位政府領袖、企業鉅子、明星大學校長、頂尖運動員等菁英出名，如第46任美國總統喬·拜登、千億富豪 Donald Newhouse （页面存档备份，存于）、NASA 首席科學家 Waleed Abdalati （页面存档备份，存于）、全球最大型律師事務所 Dentons 的執行長 Elliot Portnoy （页面存档备份，存于）、NASA 署長尙恩·奥基夫、醫學權威暨人工心臟的發明者 Robert Jarvik （页面存档备份，存于）、Netflix 策略公關執行長 Bronagh Hanley、美國捷藍航空總裁 Joanna Geraghty （页面存档备份，存于）、NBA 名牌球星卡梅隆·安东尼、美國流行音樂產業的指標品牌 Music Television 公司總裁 John Sykes （页面存档备份，存于）、位列全美前百強的北卡羅來納大學校長 Molly Corbett Broad （页面存档备份，存于） 以及邁阿密大學校長 Donna Shalala （页面存档备份，存于）（亦是柯林頓基金會總裁）等校友。

## 外部連結
- Syracuse University website （页面存档备份，存于）
- Syracuse University Athletics Department （页面存档备份，存于）
- 雪城大學香港學生會 (Syracuse University Hong Kong Student Association) （页面存档备份，存于）
- 雪城大学中国学生学者联谊会(Chinese Students and Scholars Association)
- 雪城大學台灣同學會(Syracuse Taiwanese Association) （页面存档备份，存于）